# Distant Drums (film)
Distant Drums is een Amerikaanse western uit 1951 onder regie van Raoul Walsh. Destijds werd de film in Nederland uitgebracht onder de titel Dreigende trommen.

## Verhaal
Kapitein Quincy Wyatt leidt een expeditie dwars door vijandig indianengebied heen. Judy Beckett wordt door hen bevrijd. Als de indianen op de terugweg willen aanvallen, daagt kapitein Wyatt hun opperhoofd uit tot een tweegevecht onder water.

## Rolverdeling
| Acteur           | Personage               |
| ---------------- | ----------------------- |
| Gary Cooper      | Kapitein Quincy Wyatt   |
| Mari Aldon       | Judy Beckett            |
| Richard Webb     | Luitenant Tufts         |
| Ray Teal         | Soldaat Mohair          |
| Arthur Hunnicutt | Monk                    |
| Robert Barrat    | Generaal Zachary Taylor |